# Svjetske zborske igre
Svjetske zborske igre (engleski: World Choir Games), poznate i pod nazivom Zborska olimpijada, najveće je međunarodno natjecanje pjevačkih zborova na svijetu.
Natjecanje se održava svake dvije godine, uvijek u drugom dijelu svijeta, i na njemu mogu sudjelovati amaterski zborovi, bez obzira iz koje države dolaze, koji glazbeni žanr izvode i koje su vrste (muški, ženski, crkveni, mješoviti). Službena krilatica natjecanja glasi: Zajedničko pjevanje približava narode! Glavna svrha međunarodnog zborskog susreta nije natjecateljskog, već društvenog karaktera; zamišljeno je kao događaj koji će ljude iz različitih dijelova svijeta upoznati i približiti glazbom i zajedničkim pjevanjem.
Organizator i utemeljitelj natjecanja je Zaklada Interkultur, koja ističe važnost sudjelovanja nad pobjedom. Zaklada je i dodijelitelj zlatne, srebrne i brončane nagrade na Igrama.
Zborovi se na Svjetskim zborskim igrama natječu u dva glavna dijela: u natjecateljskom dijelu programa (Championship Competition) natječu se zborovi koji su već postigli uspjehe na međunarodnim natjecanjima i koji su već dokazali svoju umjetničku kakvoću, dok na otvorenom dijelu programa (Open Competition) mogu sudjelovati svi prijavljeni zborovi i zborovi bez iskustva na međunarodnim natjecanjima.
Osim olimpijskih odličja, na natjecanju se dodjeljuju i posebna priznanja, za istaknute nastupe u nenatjecateljskom dijelu programa, nagrada za najbolje debitante i nagrade za umjetnički rad dugogodišnjim zborovođama i zborovima. Također, dio novca od prijavnica odlazi u dobrotvorne svrhe prema željama samih zborova. Najsvečaniji dijelovi samoga natjecanja su svečanosti otvaranja i zatvaranja Igara, na kojima sudjeluju zborovi, glazbeni i plesni umjetnici iz države domaćina.

## Vanjske poveznice
- Službene stranice Zaklade Interkultur (engl.)